# Корветы типа «Д’Эстьен д’Орв»
Корветы типа «Д’Эстьен д’Орв» (также известные как авизо типа A69) — серия малых кораблей, построенных французской компанией DCNS для ВМС Франции, Аргентины и Турции (также были заказаны ВМС ЮАР, но не поставлены). Корабли предназначены для береговой противолодочной обороны и для океанского эскорта. Отличаются простотой и надёжностью конструкции, имеют экономичную и надёжную силовую установку.

## Конструкция и описание
Корветы типа «Д’Эстьен д’Орв» в первую очередь предназначались для противолодочной обороны в прибрежных районах и каботажного прибрежного патрулирования. Они были заказаны в качестве замены для эскортных кораблей типа E50 и E52 ВМС Франции. Корабли имеют стандартное водоизмещение 1100 т, полное водоизмещение 1270 т, длину 80 м максимальную и 76 по ватерлинии, ширину 10,3 м и осадку 5,3 м.
Корабли приводятся в движение двумя винтами регулируемого шага; двигательная установка состоит из двух дизельных двигателей Semt Pielstick 12 PC 2 V400 мощностью по 12 000 л. с.. Оба двигателя расположены в одном машинном отделении рядом друг с другом и управляются из помещения за машинным отделением. Система с двумя дизельными двигателями была выбрана из-за того, что дальность плавания была предпочтительнее скорости. Максимальная скорость составляет 23,5 уз., дальность 4500 морских миль на скорости 15 уз. Все корабли этого класса оснащены килями-стабилизаторами за исключением «Commandant Ducuing» и «Commandant Birot».
Тип планировалось разделить на два подтипа: A 69 и A 70, причём последний подтип планировалось оснастить двумя противокорабельными ракетами Exocet MM38 по обе стороны от дымовой трубы, но в итоге все корабли этого типа были оснащены противокорабельными ракетами. Корабли имеют на вооружении 100-мм орудие CADAM с системой управления огнем Najir и CMS LYNCEA, два 20-мм орудия модели F2 и четыре 12,7-мм пулемёта. Для противолодочной борьбы устанавливаются четыре торпедных аппарата типа L3 или L5 без возможности перезарядки на ходу и шестиствольная 375-мм противолодочная реактивная установка с боезапасом 30 ракет с магазином под кормовой рубкой.
Корабль оснащён одним обозорным радаром DRBV 51A, одним радаром управления огнём DRBC 32E, одним навигационным радаром Decca 1226 и внутрикорпусным гидролокатором DUBA 25. DUBA 25 расположен в фиксированном куполе с выдвижным приёмопередатчиком, но предназначен исключительно для использования в прибрежных водах. В качестве средств противодействия имеется один радиолокационный перехватчик ARBR 16, две пусковые установки-ловушки Dagaie и акустическая система противоторпедной защиты SLQ-25 Nixie, которая была установлена в середине 1980-х годов. Корабли имеют экипаж до 90 человек и вмещают 18 морских пехотинцев.

### Модификации
Помимо системы противодействия Nixie, на кораблях приняты меры для уменьшения термической сигнатуры. На «Commandant L’Herminier» установлены дизельные двигатели SEMT Pielstick 12 PA 6 BTC с системами подавления инфракрасного излучения, что привело к задержкам ввода корабля в эксплуатацию. В 1993 году с «Commandant Blaison» и «Enseigne de vaisseau Jacoubert» были демонтированы ракетные установки и установлен терминал спутниковой связи Syracuse II. Планировалось оснастить два корабля ангарами и полетной палубой для вертолетов, но от этих планов отказались.
С 2009 года оставшиеся на вооружении Франции корабли были переклассифицированы в морские патрульные корабли, в результате чего были демонтированы противокорабельные ракеты и тяжёлое противолодочное вооружение. Замена этих кораблей на новый класс океанских патрульных кораблей для французских ВМС в настоящее время планируется примерно с 2025 года .

## Состав серии
| ВМС Франции |                                              |                                    |                     |                     |                       |                                                              |
| №           | Имя                                          | Место постройки                    | Заложен             | Запущен             | Введен в эксплуатацию | Статус                                                       |
| F 781       | D’Estienne d’Orves                           | Арсенал де Лорьян, Лорьян, Франция | 1 сентября 1972 г.  | 1 июня 1973 г.      | 10 сентября 1976 г.   | Списан в 1999 году, передан Турции как TCG Бейкоз (F-503)    |
| F 782       | Amyot d’Inville                              | Арсенал де Лорьян, Лорьян, Франция | 1 сентября 1973 г.  | 30 ноября 1974 г.   | 13 октября 1976 г.    | Списан в 1999 году, передан Турции как TCG Бартин (F-504)    |
| F 783       | Drogou                                       | Арсенал де Лорьян, Лорьян, Франция | 1 октября 1973 г.   | 30 ноября 1974 г.   | 30 сентября 1976 г.   | Списан в 2000 году, передан Турции как TCG Бодрум (F-501)    |
| F 784       | Détroyat                                     | Арсенал де Лорьян, Лорьян, Франция | 15 декабря 1974 г.  | 31 января 1976 г.   | 4 мая 1977 г.         | Списан в 1997 году, списан в Генте, Бельгия, в 2015 году.    |
| F 785       | Jean Moulin                                  | Арсенал де Лорьян, Лорьян, Франция | 15 января 1975 года | 31 января 1976 г.   | 11 мая 1977 г.        | Списан в 1999 году, списан в Генте, Бельгия, в 2015 году.    |
| F 786       | Quartier-Maître Anquetil                     | Арсенал де Лорьян, Лорьян, Франция | 1 августа 1975 г.   | 7 августа 1976 г.   | 4 февраля 1978 г.     | Списан в 2000 году, передан Турции как TCG Bandirma (F-502)  |
| F 787       | Commandant de Pimodan                        | Арсенал де Лорьян, Лорьян, Франция | 1 сентября 1975 г.  | 7 августа 1976 г.   | 20 мая 1978 г.        | Списан в 2000 году, передан Турции как TCG Бозджаада (F-500) |
| F 788       | Second-Maître Le Bihan                       | Арсенал де Лорьян, Лорьян, Франция | 1 ноября 1976 г.    | 13 августа 1977 г.  | 7 июля 1979 г.        | Списан в 2002 году, передан Турции как TCG Бафра (F-505)     |
| F 789       | Lieutenant de vaisseau Le Hénaff             | Арсенал де Лорьян, Лорьян, Франция | Март 1977 г.        | 16 сентября 1978 г. | 13 февраля 1980 г.    | Списан в 2020                                                |
| F 790       | Lieutenant de vaisseau Lavallée              | Арсенал де Лорьян, Лорьян, Франция | 11 ноября 1977 г.   | 29 мая 1979 г.      | 16 августа 1980 г.    | Списан в 2018                                                |
| F 791       | Commandant L’Herminier                       | Арсенал де Лорьян, Лорьян, Франция | 7 мая 1979 г.       | 7 марта 1981 г.     | 19 января 1986 г.     | Списан в 2018                                                |
| F 792       | Premier-Maître L’Her                         | Арсенал де Лорьян, Лорьян, Франция | 15 декабря 1978 г.  | 28 июня 1980 г.     | 15 декабря 1981 г.    | В строю, списание планируется в 2024                         |
| F 793       | Commandant Blaison                           | Арсенал де Лорьян, Лорьян, Франция | 15 ноября 1979 г.   | 7 марта 1981 г.     | 28 апреля 1982 г.     | В строю                                                      |
| F 794       | Enseigne de vaisseau Jacoubet                | Арсенал де Лорьян, Лорьян, Франция | Апрель 1979 г.      | 29 сентября 1981 г. | 23 октября 1982 г.    | В строю                                                      |
| F 795       | Commandant Ducuing                           | Арсенал де Лорьян, Лорьян, Франция | 1 октября 1980 г.   | 26 сентября 1981 г. | 17 марта 1983 г.      | В строю, списание планируется в 2025                         |
| F 796       | Commandant Birot                             | Арсенал де Лорьян, Лорьян, Франция | 23 марта 1981 г.    | 22 мая 1982 г.      | 14 марта 1984 г.      | В строю, списание планируется в 2025                         |
| F 797       | Commandant Bouan (бывший комендант Левассер) | Арсенал де Лорьян, Лорьян, Франция | 12 октября 1981 г.  | 23 мая 1983 г.      | 11 мая 1984 года      | В строю                                                      |

## ВМС Южной Африки и Аргентины

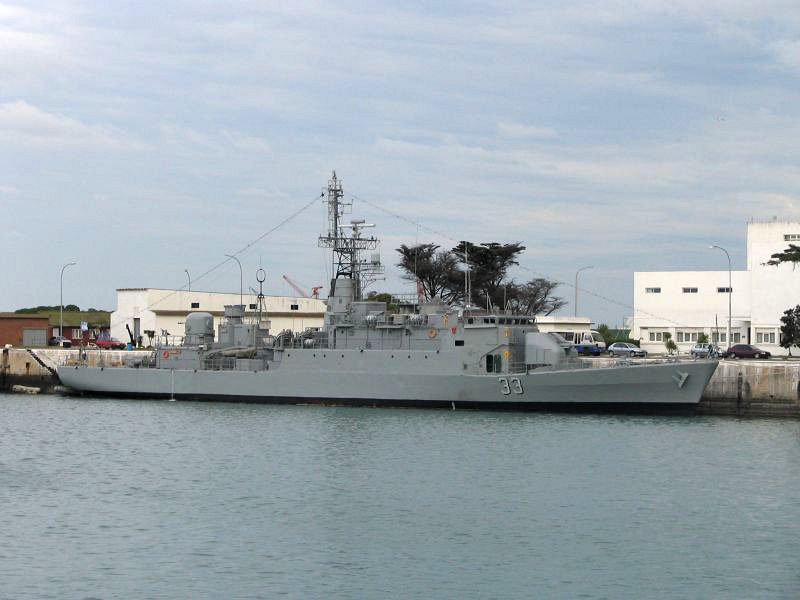
ARA Granville

ВМС Аргентины также эксплуатируют три корабля типа «D’Estienne d’Orves», так называемый тип «Drummond». Первые два корабля, во время строительства для ВМС Франции называвшиеся «Лейтенант де Вайссо Ле Энафф» и «Комендант Л’Эрминье», изначально в 1976 году были приобретены ВМС ЮАР. В ВМС Франции они были заменены новыми кораблями с такими же именами. В соответствии с этим корабли были переименованы в «Good Hope» и «Transvaal», но из-за санкций ООН против Южной Африки они не были поставлены и 25 декабря 1978 года были куплены ВМС Аргентины. Корабли были переименованы в ARA Drummond и ARA Guerrico. Третий корабль ARA Granville был заказан Аргентиной и поставлен в 1981 г.
Корабли этого типа из состава ВМС Аргентины участвовали в Фолклендской войне. Так, «Гранвиль» и «Дрюммонд» прикрывали высадку морской пехоты Аргентины 2 апреля в Порт-Стэнли. А «Геррико» обстреливал пункт дисклокации британской армии на острове Южная Георгия, где получил значительные повреждения. Позже, 29 апреля, в составе ударной группы 79.4, все три корвета занимались выслеживанием британской атомной подводной лодки HMS Splendid.

## Турецкий флот
В октябре 2000 года Турция приобрела шесть кораблей под названием «Бурак» (Burak korvet). Они предназначались для прибрежного патрулирования, в целях высвобождения более боеспособных турецких кораблей для выполнения ими боевых задач. Перед переводом пять из шести судов были переоборудованы в Бресте.
- F-500 Bozcaada, бывший Commandant de Pimodan (F787)
- F-501 Bodrum, бывший Drogou (F783)
- F-502 Bandırma, бывший Quartier-Maître Anquetil (F786)
- F-503 Beykoz, бывший D'Estienne d'Orves (F781)
- F-504 Bartın, бывший Amyot d'Inville (F782)
- F-505 Bafra, бывший Second-Maître Le Bihan (F788)